# Mariano Barbosa
Mariano Damián Barbosa (* 27. Juli 1984 in Lomas de Zamora) ist ein argentinischer Fußballspieler.

## Spielerkarriere

### Banfield und Villarreal
Mariano Barbosa startete seine Karriere als Profifußballer beim nur wenige Kilometer südlich von der argentinischen Metropole Buenos Aires gelegenen Club Atlético Banfield. Dort spielte er von 2002 bis 2005 drei Jahre lang bis ihn der Chilene Manuel Pellegrini zum spanischen Erstligisten FC Villarreal holte. Dort teilte er sich den Platz im Tor zwei Jahre lang mit dem Uruguayer Sebastián Viera. Mit seiner Mannschaft erreichte er in der Saison 2005/2006 das Halbfinale der Champions League – am Ende entschied ein einziges Tor von Arsenal London über das Ausscheiden der Ostspanier.

### Weitere Stationen
Aufgrund der starken Konkurrenz beim FC Villarreal wechselte der Argentinier Barbosa 2007 zum Erstliga-Konkurrenten Recreativo Huelva, unterlag in der Vorbereitung im Torhüter-Duell jedoch dem ebenfalls neu gekommenen Italiener Stefano Sorrentino. Nach nur vier Einsätzen im Pokal und nicht einem einzigen Einsatz in der Liga zog es Barbosa im Sommer 2008 in seine argentinische Heimat zurück, wo er einen Vertrag bei Estudiantes de La Plata unterschrieb.

## Erfolge
- UEFA Europa League: 2015
- 2003 – Junioren-Fußballweltmeisterschaft mit Argentinien.